# Calci acetat
Calci acetate, là một hợp chất hóa học hữu cơ. Nó là một muối calci của acetic acid, có công thức hóa học là Ca(C
2H
3O
2)
2. Tên chuẩn của nó là calci acetate, trong khi tên hệ thống của nó là calci ethanoate. Dạng khan của nó có tác dụng hút ẩm; do đó monohydrate (Ca(CH
3COO)
2• H
2O) là dạng phổ biến của hợp chất này.

## Điều chế
Calci acetate có thể được chế biến bằng cách ngâm calci carbonate (tìm thấy trong vỏ trứng hoặc trong các đá carbonate chung như đá vôi hoặc đá cẩm thạch) hoặc hydrate vôi trong giấm:
CaCO3(s) + 2CH3COOH(aq) → Ca(CH3COO)2(aq) + H2O(l) + CO2(g)
Ca(OH)2(s) + 2CH3COOH(aq) → Ca(CH3COO)2(aq) + 2H2O(l)

## Ứng dụng
Trong bệnh thận, lượng phosphat trong máu có thể tăng lên (gọi là tăng phosphate) dẫn đến các vấn đề về xương. Calci acetate liên kết phosphate trong chế độ ăn uống để làm giảm lượng phosphat trong máu.
Calci acetate được sử dụng làm chất phụ gia thực phẩm, chủ yếu là các sản phẩm kẹo (E263).
Đậu phụ thường thu được bằng cách đông tụ sữa đậu nành với calci sulfate. Calci acetate đã được tìm thấy là một lựa chọn tốt hơn, vì đòi hỏi kỹ năng ít hơn và số tiền nhỏ hơn.
Bởi vì nó là không tốn kém, calci acetate đã từng là nguyên liệu phổ biến cho việc tổng hợp acetone trước khi phát triển quá trình cumene:
Ca(CH3COO)2 →  CaCO3 + (CH3)2CO
Một dung dịch bão hoà của calci axetat trong rượu tạo thành một loại gel bán cứng, dễ bắt lửa. Các giáo viên hóa học thường chuẩn bị "Snowballs California", một hỗn hợp của dung dịch calci acetate và ethanol. Kết quả gel có màu trắng và có thể được hình thành để giống như một quả cầu tuyết.